# Fabien Audard
Fabien Audard (ur. 28 marca 1978 w Tuluzie) – francuski piłkarz występujący na pozycji bramkarza.

## Kariera klubowa
Audard profesjonalną karierę rozpoczynał w Toulouse FC. Do tego klubu trafił w 1996 roku, ale początkowo grał tam w rezerwach. Do pierwszej drużyny, wówczas występującej w Ligue 1 został przesunięty w 1998 roku. We francuskiej ekstraklasie zadebiutował 3 października 1998 w przegranym 0-2 pojedynku z Olympique Marsylia. Było to jednak jedyne spotkanie rozegrane przez niego w sezonie 1998/1999. Na jego koniec Toulouse zajęło ostatnie, osiemnastą pozycję w lidze i spadło do drugiej ligi. Na zapleczu ekstraklasy w pierwszym sezonie Audard rozegrał cztery mecze i awansował z klubem do najwyższej klasie rozgrywkowej. Rozgrywki te zakończyli w strefie spadkowej, plasując się na szesnastej pozycji. Jednak z powodu kłopotów finansowych zostali zdegradowani do trzeciej ligi. Odebrano im także status profesjonalnego klubu. Wtedy Audard odszedł z klubu. Łącznie w barwach Toulouse rozegrał dziesięć spotkań.
Latem 2001 został zawodnikiem SC Bastii, grającej w Ligue 1. W ciągu całego sezonu nie zaliczył tam żadnego ligowego pojedynku. Dlatego postanowiono go wypożyczyć do drugoligowego FC Lorient. Pierwszy ligowy występ zanotował tam 14 września 2002 w przegranym przez jego zespół 1-3 meczu z US Créteil-Lusitanos. Szybko wywalczył tam sobie miejsce w wyjściowej jedenastce, a po zakończeniu sezonu, Lorient pozyskało go na zasadzie transferu definitywnego. Spędził tam kolejny rok, a potem został wypożyczony do pierwszoligowego AS Monaco. Przez cały sezon rozegrał tam cztery mecze. Po zakończeniu sezonu Monaco nie postanowiło go wykupić i powrócił do Lorient. W 2006 roku Audard awansował z tym zespołem do ekstraklasy. W 2015 roku zakończył karierę.
| Sezon   | Klub        | Kraj    | Rozgrywki  | Mecze | Bramki | Rozgrywki Europy   | Mecze | Bramki |
| ------- | ----------- | ------- | ---------- | ----- | ------ | ------------------ | ----- | ------ |
| 1998/99 | Toulouse FC | Francja | Division 1 | 1     | 0      | -                  | -     | -      |
| 1999/00 | Toulouse FC | Francja | Division 2 | 4     | 0      | -                  | -     | -      |
| 2000/01 | Toulouse FC | Francja | Division 1 | 5     | 0      | -                  | -     | -      |
| 2001/02 | SC Bastia   | Francja | Division 1 | 0     | 0      | -                  | -     | -      |
| 2002/03 | FC Lorient  | Francja | Ligue 2    | 30    | 0      | Liga Europy UEFA   | 2     | 0      |
| 2003/04 | FC Lorient  | Francja | Ligue 2    | 25    | 0      | -                  | -     | -      |
| 2004/05 | AS Monaco   | Francja | Ligue 1    | 4     | 0      | Liga Mistrzów UEFA | 1     | 0      |
| 2005/06 | FC Lorient  | Francja | Ligue 2    | 37    | 0      | -                  | -     | -      |
| 2006/07 | FC Lorient  | Francja | Ligue 1    | 12    | 0      | -                  | -     | -      |
| 2007/08 | FC Lorient  | Francja | Ligue 1    | 38    | 0      | -                  | -     | -      |
| 2008/09 | FC Lorient  | Francja | Ligue 1    | 28    | 0      | -                  | -     | -      |
| 2009/10 | FC Lorient  | Francja | Ligue 1    | 35    | 0      | -                  | -     | -      |
| 2010/11 | FC Lorient  | Francja | Ligue 1    | 29    | 0      | -                  | -     | -      |
| 2011/12 | FC Lorient  | Francja | Ligue 1    | 29    | 0      | -                  | -     | -      |
| 2012/13 | FC Lorient  | Francja | Ligue 1    | 34    | 0      | -                  | -     | -      |
| 2013/14 | FC Lorient  | Francja | Ligue 1    | 23    | 0      | -                  | -     | -      |
| 2014/15 | FC Lorient  | Francja | Ligue 1    | 1     | 0      | -                  | -     | -      |